# Żdżary (Gran Polonia)
Żdżary [pronunciación en polaco: /ˈʐd͡ʐarɨ/] es un pueblo ubicado en el distrito administrativo de Gmina Stare Miasto, dentro del Distrito de Konin, Voivodato de Gran Polonia, en el oeste de Polonia central. Se encuentra aproximadamente a 8 kilómetros al sureste de Stare Miasto, a 10 kilómetros al sur de Konin, y a 98 kilómetros al este de la capital regional Poznań.